# Landhaus Lindenaustraße 7 (Radebeul)
Das Landhaus in der Lindenaustraße 7 liegt im Stadtteil Niederlößnitz der sächsischen Stadt Radebeul, es ist einer der auf eigene Kosten der Architekten Schilling & Graebner errichteten Leitbauten in der Villenkolonie Altfriedstein.

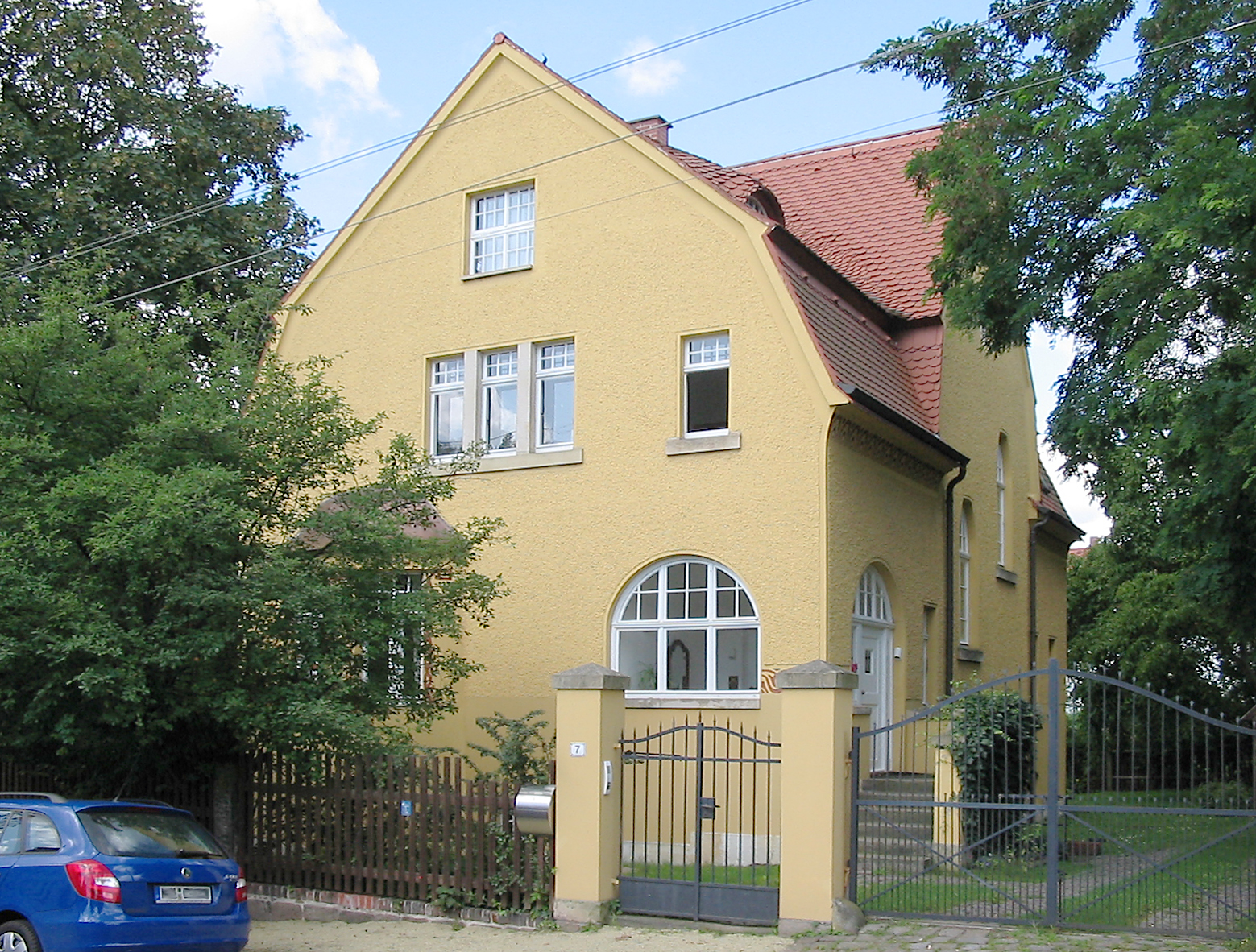
Landhaus Lindenaustraße 7 (2009)

Lindenaustraße 7, noch mit offenem Eingangsbereich (Werbeschrift Neubert & Co, 1908)

## Beschreibung

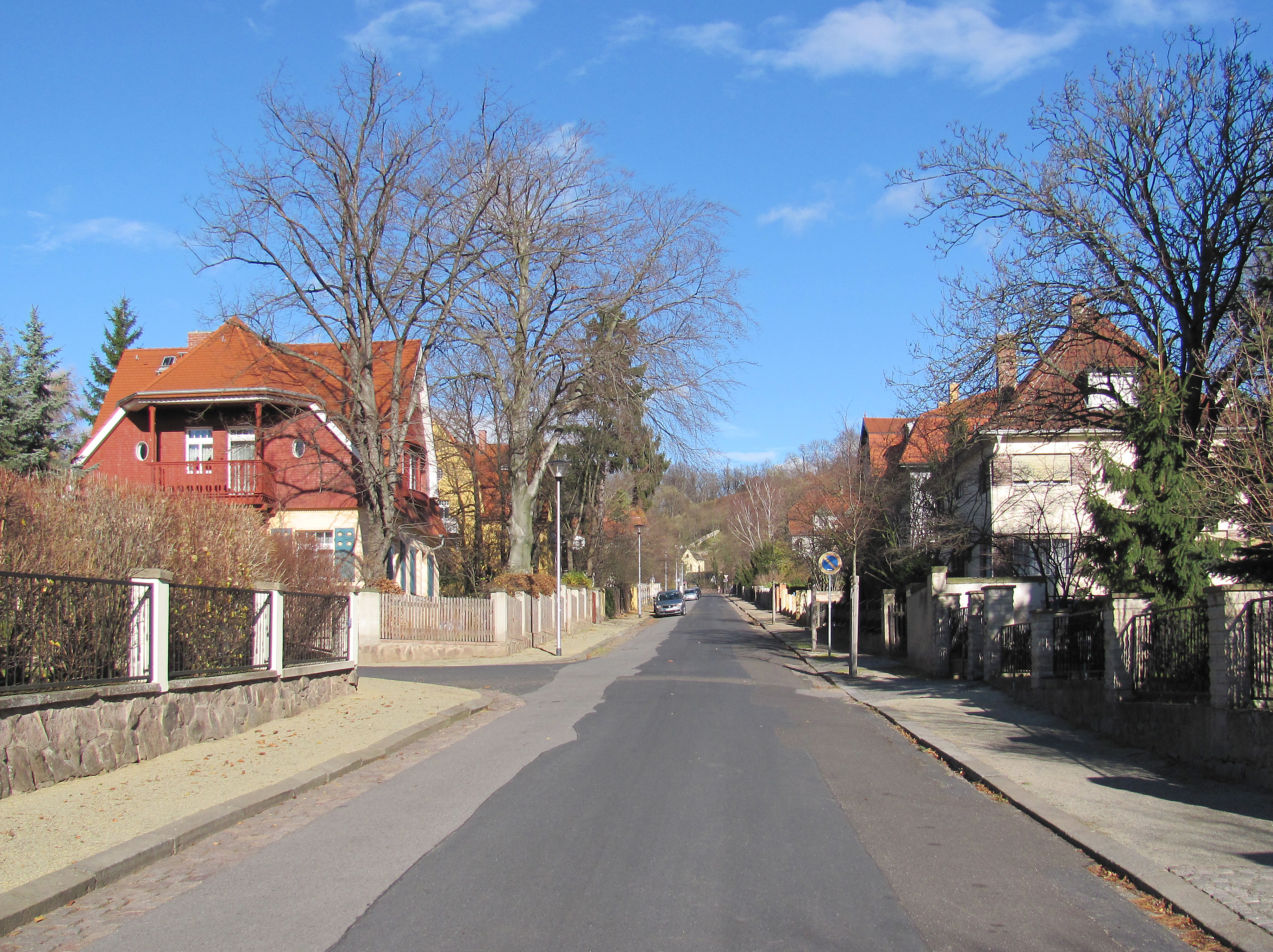
Lindenaustraße Richtung Norden, Kreuzung Prof.-Wilhelm-Ring: links Landhaus Lutzmann, dahinter das Landhaus Lindenaustraße 7; rechts Lindenaustr. 4 und Nr. 6

Das mit der Einfriedung und der Toreinfahrt unter Denkmalschutz stehende, eingeschossige Landhaus steht giebelständig zur Straße. Das Dach ist ein Mansard-Satteldach mit geknicktem Giebel und Fledermausgauben. Der fast ungegliederte Putzbau steht auf einem glattgeputzten Sockel, die weiteren Fassadenflächen bestehen aus Rauputz. Lediglich an der Dachtraufe, dem Standerker in der straßenseitigen Giebelfront und im Eingangsbereich befinden sich einige Jugendstilmalereien.
Der viertelbogige Standerker befindet sich auf der linken Seite der Straßenansicht, er hat ein haubenartiges Metalldach. Rechts davon befindet sich ein großes, rundbogiges Fenster für die Eingangshalle.
In der rechten Seitenansicht befindet sich mittig ein Zwerchhaus mit einem Rundfenster im Giebel und zwei zueinander versetzten Rundbogenfenstern für das Treppenhaus. Links davon steht der rundbogige Eingang mit einer Zugangstreppe mit Einfassungsmauer. In der linken Seitenansicht nach Süden findet sich ebenfalls ein Zwerchgiebel, dieser mit einem Balkon versehen. Die hintere Gebäudekante ist zu einer Veranda ausgebildet, welche über eine Freitreppe mit dem Garten verbunden ist.
Das Gebäude entspricht in seiner Kubatur der drei Jahre später entstandenen, benachbarten Villa Wilhelmsruhe in der Lindenaustraße 3.

## Geschichte
Die Entwicklung der Villenkolonie Altfriedstein schuf parallel zu der bis zum Herrenhaus Altfriedstein verlängerten oberen Ludwig-Richter-Allee eine neue Straße (Planstraße O), die, beginnend an der Einmündung der Planstraße B (oberer Teil des Prof.-Wilhelm-Rings) in die Moritzburger Straße, einem bestehenden Weg entlang der östlichen Arealsgrenze bergab folgend bis zur heutigen Winzerstraße verlief. Nach Fertigstellung des zwischen 1901 und 1903 erfolgten Straßenausbaus wurde diese Straße am 5. Februar 1903 als Lindenaustraße an die Landgemeinde Niederlößnitz übergeben.
Als dritten Leitbau der Villenkolonie Altfriedstein errichteten Schilling & Graebner 1903 auf eigene Kosten diesen „bemerkenswerten[n] und wegweisende[n] Bau der frühen Reformarchitektur“. Die vom angestellten Architekten Heino Otto signierten Pläne sahen einen mit der Giebelseite zur Straße ausgerichteten Baukörper vor.
Die auf den vom Januar 1903 stammenden Bauantrag eingehende Versagung stützte sich auf diese sowohl gegen den Paragrafen 7 des allgemeinen Baugesetzes vom 1. Juli 1900 als auch gegen den Paragrafen 14 der Niederlößnitzer Ortsbausatzung verstoßende Eigenschaft. Schilling & Graebner argumentierten gegen die Versagung laut Bauakten in folgender Weise: „[…] es solle den Architekten und Bauherren hinsichtlich der künstlerischen Geschmacksrichtung und des Baustiles kein Zwang auferlegt werden.“ Den „Bedenken gegen die künstlerische Komposition“ traten sie entgegen: „Da wir uns jedenfalls als berechtigte Vertreter der Architektenschaft ansehen dürfen, glauben wir gegen eine solche Auffassung Stellung nehmen zu sollen. … Wir sind überzeugt, daß das kleine Projekt jeder künstlerischen Kritik stand halten wird. Dazu kommt noch, daß wir in der Durchführung manche Einzelschönheit in den Bau bringen werden, die voraussichtlich als Vorbild Einfluss auf manchen Baulustigen haben wird.“ In diesem Zusammenhang wollten Schilling & Graebner nicht nur den Bau alleine wirken lassen, sondern setzten bei ihren ländlichen Entwürfen auf den Bewuchs mit Pflanzen: „Wir streben stets darauf hin, daß unsere Bauten mit Epheu, wildem Wein und sonstigen Schlingpflanzen bewachsen werden und sind für ein derartiges Bewachsen ruhige Flächen viel schöner als mit Gesimsen durchzogene Gebäudefronten oder mit Ornament beklebte Fassaden.“
Die Baugenehmigung erging im Mai 1903, die Ingebrauchnahmegenehmigung erfolgte im Januar 1904. Der äußere Treppenaufgang wurde 1908 angebaut. Das Gebäude befand sich bis 1912 im Besitz der Architekten, erst dann gelang der Verkauf.